# Butlletí de la Reial Acadèmia de Ciències i Arts de Barcelona
El Butlletí de la Reial Acadèmia de Ciències i Arts de Barcelona és una publicació periòdica que recull l'activitat acadèmica i científica de la institució, fundada l'any 1840. Serveix com a balanç anual dels treballs realitzats pels membres, oferint informes detallats sobre els avanços científics i les transformacions acadèmiques al llarg del curs.
El 1835 La Reial Acadèmia de Ciències i Arts de Barcelona començà a editar les Memorias de l'entitat, que més endavant esdevingué un Boletín. El Boletín de la Real Academia de Ciencias y Artes de Barcelona es publicà per primer cop l'any 1840 sota el lema Utile non subtile legit ('Tria el que és útil entre el que és subtil'). Fins a l'any 1842, van sortir 15 números més, tots ells en castellà, corresponents al Volum I de la primera època i marcats per una irregularitat en la publicació. Efectivament, primer eren publicacions mensuals, però a partir de gener del 1841 van començar a ser anuals. Seguidament, el 1892 sortí el primer número que formava part del primer Volum del butlletí corresponent a la tercera època. Aquest també estava escrit en castellà i disposava de 64 pàgines. Tots els números van ser impresos a partir del gener del 1901 a can López Robert, una impremta situada al Carrer Nou de la Rambla núm.63 de Barcelona.

## Història

### Distribució de les publicacions

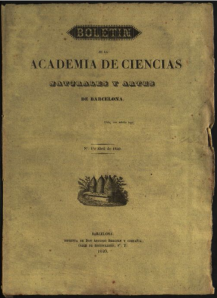

- Portada del primer número del butlletí (1840) Primera època (1840 - 1847)
- Segona època (1878 - 1885)
- Tercera època (1892 - actualitat)

### Contingut i estructura
El Boletín de la Real Academia de Ciencias y Artes de Barcelona va ser creat amb el fi d'establir un balanç anual, en el que s'hi reunís l'activitat realitzada per la Institució al llarg de tot el curs acadèmic i on constés un recull dels treballs dels científics. En definitiva, servia per constatar els avenços i les transformacions dins de l'Acadèmia. Així doncs, a mesura que van anar passant els anys, el contingut dels butlletins canvià cap a informes més complets, ja que s'optà per a una millor classificació de la informació i una mostra de la jerarquització de la mateixa Institució.
Com a mode d'exemple, el sumari de l'any 1936 contenia els següents apartats:
- L'enumeració de la comissió general de la directiva. Aquí hi ha els càrrecs del personal i també trobem els responsables de la comissió de publicació dirigia pel mateix president de l'Acadèmia.

- La divisió de l'Acadèmia en 5 principals seccions científiques i les seves respectives comissions. Avui dia existeixen però 7 seccions.

1. Secció 1: Matemàtiques, Mecànica i Astronomia
2. Secció 2: Física, Química i Electrònica
3. Secció 3: Mineralogia, Geologia/Paleontologia i Geografia
4. Secció 4: Zoologia, botànica i Agronomia
5. Secció 5: Arts, Construcció i Tecnologia

- Els protectors de l'Acadèmia
- La Ressenya dels treballs realitzats i dels fets més importants esdevinguts durant el curs acadèmic, llegida en la solemne sessió pública inaugural de cada any, a més d'un resum de les actes de les sessions. Aquesta tasca és sempre realitzada pel secretari/ària general de l'Acadèmia.

- Informe sobre l'Observatori Fabra. Això succeí a partir del 1904, quan es creà l'Observatori. En aquest apartat, s'hi destaquen les Memòries llegides en la sessió celebrada per l'Acadèmia a l'Observatori Fabra el dia 14 de juny de cada any i també un resum dels treballs efectuats per la secció astronòmica, meteorològica i sísmica d'aquest.
- Un resum de les conferències (en castellà)
- Un butlletí bibliogràfic a partir de les obres rebudes d'altres centres i que es guarden a la Biblioteca de l'Acadèmia. La tasca és realitzada per a la persona encarregada de la Biblioteca. (en castellà)

Cal destacar el passatge de l'escriptura del butlletí en castellà (Boletín de la Real Academia de Ciencias y Artes de Barcelona) a l'escriptura semiíntegra d'aquest en català a partir del gener de l'any 1934. Així doncs, el títol i gairebé la totalitat del contingut eren escrits en català (Butlletí de la Reial Acadèmia de Ciències i Arts de Barcelona), amb l'excepció del Boletín bibliográfico, en el qual es conservà l'escriptura en castellà.

### Suspensions
Al llarg de la seva existència, l'Acadèmia ha estat clausurada en diverses ocasions a causa, principalment, d'esdeveniments de caràcter polític; com va ocórrer des de l'any 1808 al 1814 per la invasió napoleònica a Espanya. Deu anys després, el rei Ferran VII va tancar l'Acadèmia durant vuit anys, entre altres raons perquè els acadèmics havien jurat la Constitució l'any 1820. A més, des de juliol del 1936 fins a l'abril del 1939, l'Acadèmia va ser incautada arran de la Guerra Civil; per tant no s'hi desenvolupà les activitats corresponents a la normalitat. Així doncs, el butlletí de la Institució també es va veure afectat per la inestabilitat de les situacions, ja que trobem mancances de números durant els períodes citats.

## Preus
Preus de subscripció per trimestres de la Primera època:
- Els butlletins de 1841 costaven a Barcelona 6 rals i a fora de Barcelona s'afegia el franc de ports que costaven en total 8 rals. També es podien trobar a les llibreries de Barcelona (Veguer, Calle Ancha, nº 69); Cádiz (Moraleda); Madrid (Boix). Pamplona (Longas). Sevilla (Sevillano). Valencia (Diario Mercantil). Zaragoza (Yagüe).[7]
- Els butlletins de 1842[8] costaven a Barcelona 24 rals i fora de la ciutat valien 32 rals, amb franc de ports inclòs.

Preus de la Tercera època:
- 1892 - 1916: 45 pessetes (Volum I, II, III)
- 1916 - 1930: 40 pessetes (Volum IV, V, VI)

## Desaparició
L'últim butlletí pertanyent al segle XX de l'Acadèmia (i que es pot trobar digitalment) és el de l'any 1936. Així doncs, el butlletí passa a anomenar-se Nòmina del Personal Acadèmic i Anuari de la Corporació, i, de la mateixa manera, s'hi troba un recull de les activitats acadèmiques al llarg de l'any. No obstant això, a partir de l'Any Acadèmic 2011 - 2012, aquest últim document es canvià sota el títol dAnuari. L'últim Anuari publicat per l'Acadèmia correspon a l'any acadèmic 2018 - 2019.

Un fet rellevant que és necessari destacar de l'Acadèmia és la falta de dones entre els acadèmics de la Corporació. Gràcies a la traça del butlletí, s'observa que tots els alts càrrecs eren impartits per homes i que no hi havia constància de cap dona científica a les sessions ni a les conferències com a convidada. Ara bé, actualment trobem la incorporació de dones dins la junta directiva de l'Acadèmia com són els casos de la Tresorera, Excma Sra. Montserrat TORNÉ i ESCASANY; la Comptadora, Excma. Sra. Martine BOSMAN i la Bibliotecària, Excma. Sra. Mercè DURFORT i COLL. A més, cal afegir que la direcció de la Secció 7 (Arts) és a càrrec de l'Excma. Sra. Maria dels Àngels DOMINGO LAPLANA.

## Directors de les publicacions i redactors
La redacció dels butlletins no està a càrrec d'una única persona, sinó que es tracta d'una feina conjunta. De forma general, existeix el que s'anomena La Comisión de Publicaciones, la qual s'encarrega de publicar els articles dels acadèmics i el Butlletí. De la mateixa manera, els directors de cada secció també han d'incloure els seus informes en el butlletí i el bibliotecari ha d'integrar de butlletí bibliogràfic.
- De la Primera època no es té constància de cap comissió de publicacions, ni dels redactors dels 16 primers números.

- De la Segona època no s'ha trobat cap butlletí.
- A la Tercera època, les persones a càrrec de la publicació del butlletí van variar al llarg dels anys:
- # Els 30 butlletins trimestrals de l'any 1892 a 1900 que corresponen al Volum I, van ser escrits pel secretari general, Antonio Torrents y Monner, i la Comisión de Publicaciones,dirigida pel Sr. José Vallhonesta, amb la col·laboració de Rafael Puig y Valls; Luis Canalda; José Balani y Jovany; el vicesecretari general, el Sr. Arturo Bofill y Poch i el mateix secretari general.[12]
- # Els 11 butlletins anuals publicats entre l'any 1901 i 1909 que corresponen al Volum II, van ser redactats pel secretari general perpetuo que va passar a ser el Sr. Arturo Bofill y Poch i per La Comisión de publicaciones. En aquesta última s'hi trobava el president de l'Acadèmia (Dr. Silvino Thós y Codina) a més de. Sr. José Ramón de Luanco; Sr. Manuel Mir y Navarro; Sr. D. Tomás J. Dalmau; Sr. Luís Rouvière i el secretari general.[13]
- # Els 7 butlletins publicats des del gener de 1910 i gener 1916, corresponen al Volum III. El secretari general seguia essent Arturo Bofill y Poch i, dins La Comisión de Publicaciones, s'hi trobava el president de l'Acadèmia (Dr. Eugenio Mascareñas y Hernández); els directors de les seccions i el Secretari General.[14]
- # Els 7 butlletins publicats entre el gener de 1917 i el gener de 1923, formen part del quart Volum. Arturo Bofill y Poch també era el secretari general i, dins La Comisión de Publicaciones, s'hi trobà el President de l'Acadèmia (Dr Eduardo Alcobé y Arenas); els directors de les seccions i el secretari general.[15] També hi participà el bibliotecari, D. José M. Bofill y Pichot.
- # Els 6 butlletins publicats entre el gener del 1924 i el gener del 1929, corresponen al cinquè Volum. Succeeix el mateix que a l'anterior període amb l'excepció que el butlletí del 1929 el va realitzar el viceSecretari general Eduardo Fontseré Riba.[16] No es troba però informació sobre La Comisión de Publicaciones.
- # Els 7 números publicats entre l'any 1930 i 1936 corresponen al sisè Volum. A partir de l'any 1934, el secretari general passa a ser el Dr. Antoni Torroja i Miret.[17] De la mateixa manera que abans, tampoc es troba informació sobre La Comisión de Publicaciones.